# فيل سكوت
فيل سكوت (بالإنجليزية: Phil Scott)‏ هو مقاول عام وسياسي أمريكي، ولد في 4 أغسطس 1958 في الولايات المتحدة. حزبياً، نشط في الحزب الجمهوري. وقد انتخب عضو مجلس ولاية فيرمونت (2001 – 2011) وانتخب Lieutenant Governor of Vermont ‏ (6 يناير 2011 – 5 يناير 2017) وانتخب حاكم فيرمونت ‏ (5 يناير 2017 – ).

## وصلات خارجية
- الموقع الرسمي